# Яровий Степан Калинович
Степан Калинович Яровий (*19 жовтня 1913, с. Барвінкове, тепер Харківська область — †3 липня 1988, Ялта) — український живописець, пейзажист.

## Біографія
Навчався в художні студії Ялтинського будинку народної творчості (1939), у студії «Всекохудожник» у Москві у Б. Йогансона (1947). Працював у галузі пейзажного живопису. Член Кримської організації Спілки Художників. Експонував свої твори з 1940-го р. на обласних, республіканських (з 1954), всесоюзних (з 1955) та персональних виставках (Ялта 1956; Сімферополь, Севастополь, Ялта, 1960, 1964).
Нагороджений медаллю.

## Пейзажі
- «Ранок у порту» (1955)
- «Генуезька фортеця» (1959)
- «На Даугаві. Ранок» (1961)
- «На Ризькому узмор'ї» (1961)
- «Літний день» (1967)
- «Судак. Сутінки» (1967)
- «Були перші дні» (1968)
- «Ранок» (1971)
- «Свіжий вітер» (1971)
- «Полудень у Коктебелі» (1977)
- «Місячна ніч» (1987)
- «Бузок» (1988)

## Виставка 2009
У 2008 р. у Музеї Т. Г. Шевченка експонувалася виставка пейзажів і мариністика Степана Ярового, приурочена до 95-річчя з дня народження майстра:
- «Пейзаж із церквою»
- «Будинок біля річки. Седнів»)
- «Прибалтика. Сніг на узбережжі»
- «Заполяр'я. Рибальське селище»
- «Човни біля озера. Заполяр'я»
- «Крим. Дорога до моря»
- «Судак. Ранній ранок»
- «Вид на Судак»
- «Мигдаль квітне. Гурзуф»
- «На ялтинському пляжі»
- «Літо в Гурзуфі»
- «Осінній шторм»
- «Зима в Ялті»
- «Гірський Крим»
- «Золотий пляж. Крим»
- «Прибій. Ялта»
- «Скелі біля берегів Алупки»
- «Два сейнери»
- «Ялта. Кораблі в порту»
- «Севастопольський пейзаж»
- «Пам'ятник затопленим кораблям»